# 彰武水库
彰武水库是中国河南省安阳市安阳县境内的一座水库，位于安阳河上，建于1979年。水库正常库容为1703万立方米，集雨面积为970平方千米，海拔为123米。